# Sunny Isles Beach
Sunny Isles Beach és una població dels Estats Units a l'estat de Florida. Segons el cens del 2004 tenia 15.399 habitants.

## Demografia
Segons el cens del 2000, Sunny Isles Beach tenia 15.315 habitants, 8.169 habitatges, i 3.994 famílies. La densitat de població era de 5.854,6 habitants/km².
Dels 8.169 habitatges en un 12,6% hi vivien nens de menys de 18 anys, en un 37,8% hi vivien parelles casades, en un 8% dones solteres, i en un 51,1% no eren unitats familiars. En el 43,9% dels habitatges hi vivien persones soles el 23,5% de les quals corresponia a persones de 65 anys o més que vivien soles. El nombre mitjà de persones vivint a cada habitatge era d'1,87 i el nombre mitjà de persones que vivien a cada família era de 2,55.
Per edats la població es repartia de la següent manera: un 11,3% tenia menys de 18 anys, un 5,4% entre 18 i 24, un 26,9% entre 25 i 44, un 24,3% de 45 a 60 i un 32,2% 65 anys o més.
L'edat mitjana era de 50 anys. Per cada 100 dones de 18 o més anys hi havia 83,6 homes.
La renda mitjana per habitatge era de 31.627 $ i la renda mitjana per família de 40.309 $. Els homes tenien una renda mitjana de 36.893 $ mentre que les dones 28.207 $. La renda per capita de la població era de 27.576 $. Entorn de l'11,2% de les famílies i el 14,7% de la població estava per sota del llindar de pobresa.

## Poblacions més properes
El següent diagrama mostra les poblacions més properes.